# Fotossistema 2

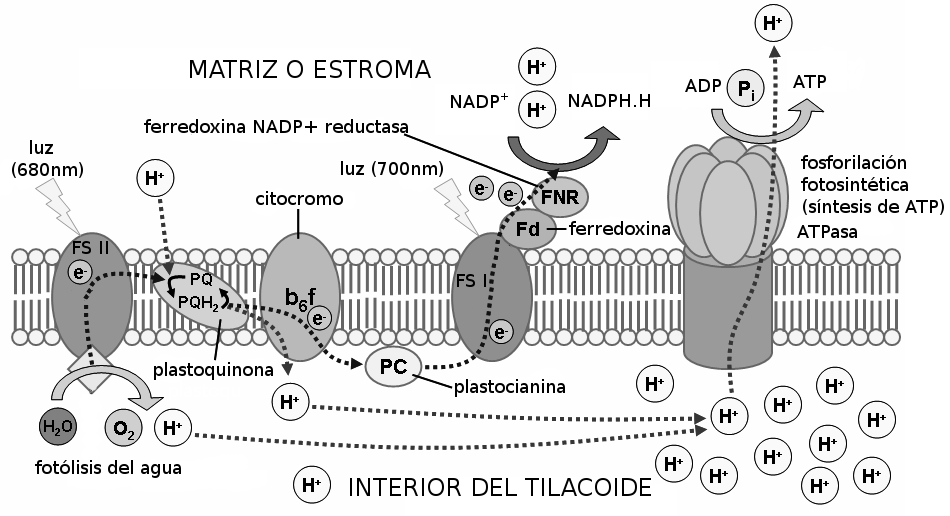
Diagrama dos complexos proteicos, estruturados nas membranas dos tilacóides, responsáveis pelo transporte de elétrons e conservação da energia dos fótons em ATP e NADPH. A energia dos fótons é transformada em fluxo de elétrons nesses complexos proteicos e em gradiente de prótons entre estroma e lúmen dos tilacóides.

O fotossistema 2 ou P680 é constituído por um complexo transmembrana celular, formado por cerca de 22 proteínas. O núcleo do fotossistema 2 é formado pelas subunidades protéicas denominadas D1 e D2 que atravessam as membranas dos tilacóides. Os polipeptídeos D1 e D2 contém o CR (centro de reação) P680 (dímero de clorofila a) a molécula receptora primária de elétrons (feofitina) e sítios de ligação para a ancoragem de moléculas carregadas de elétrons móveis denominados plastoquinonas (Qa e Qb). O fotossistema 2 interage diretamente com o complexo proteico que catalisa a fotólise da água, o complexo de evolução de oxigênio.
O fotossistema 2 promove a transferência de elétrons, induzida pela luz da água para a plastoquinona. Havendo excitação eletrônica, os elétrons do centro de reação do fotossistema 2 são ejetados a partir de dímeros de clorofila a (P 680) e recebidos pela feofitina (molécula receptora primária) que imediatamente os transfere para a plastoquinona. Esse receptor de elétrons secundário se assemelha à ubiquinona, um componente da cadeia de transporte de elétrons das mitocôndrias. A plastoquinona varia intercaladamente de uma forma oxidada (PQ) a uma forma reduzida (PQ2, plastoquinol). PQ liga-se aos sítios QA e QB do fotossistema 2 e ao receber elétrons forma PQH2. A forma reduzida da plastoquinona é então liberada dentro do "pool" da membrana.
Na sequência PQH2 transfere elétrons ao complexo citocromo B6f enquanto os prótons H+ são lançados para o interior do lúmem dos tilacóides contribuindo para a geração do gradiente transmembrana entre o lúmen e o estroma dos cloroplastos. PQ volta a ocupar os sítios QA e QB dando continuidade ao fluxo local de elétrons entre a feofitina reduzida e o complexo citocromo oxidado pelo centro de reação do fotossistema 1 (P700).
A excitação do centro de reação do fotossistema 2 (P 680) gera um oxidante forte (P680 +) que retorna ao seu estado natural de equilíbrio em picossegundos, tornando-se apto a ser novamente excitado. Esse evento se dá através da extração de elétrons da água com a consequente formação de oxigênio.
O processo de foto oxidação da água é catalisado e intermediado pelo complexo de evolução de oxigênio (CEO). O CEO localiza-se no lado das membranas dos tilacóides, voltado para o lúmen. Apenas um centro de reação do fotossistema 2 e um CEO estão envolvidos na liberação de uma molécula de oxigênio. Isso envolve a oxidação de duas moléculas e água com a liberação de quatro prótons e quatro elétrons. Assim, para cada O2 liberado, o centro de reação P 680 precisa ser excitado quatro vezes, ou seja, absorver a energia de quatro fótons. Cada CEO abriga um grupo de quatro íons manganês que atuam como acumuladores de cargas positivas. Cada fótons absorvido remove um elétron do centro de reação P680, o qual é imediatamente reposto por um elétron extraído do aglomerado de íons manganês do CEO. A perda sucessiva de quatro elétrons faz com que o centro mangânico saia do estado S0 para S4+, que é o componente oxidante que reage com a água, restaurando, assim, o estado de oxidação do centro mangânico para condição S0.
Os prótons gerados pela fotoxidação da água acumulam-se no interior do lúmen dos tilacóides, o que contribui para o aumento do gradiente de prótons entre o estroma e o lúmen dos tilacóides. Durante o fluxo fotossintético de elétrons, o pH do estroma atinge valores de aproximadamente oito, enquanto o pH do lúmen atinge valores em torno de cinco. Tanto a fotoxidação da água como o fluxo de elétrons via plastoquinona contribuem para a geração do gradiente de prótons entre o estroma e o lúmen dos tilacóides durante o fluxo fotossintético de elétrons.
As moléculas dos pigmentos fotossintéticos encontram-se nas membranas dos tilacóides, estão estruturadas de modo a otimizar a absorção de luz e a transferência da energia de excitação eletrônica para os centros de reação da fotossíntese (CR). O fotossistema 2 absorve preferencialmente luz na faixa do vermelho com comprimento de onda de 680 nm e é pouco estimulado pelo vermelho distante.
No processo fotossintético a luz é absorvida por pigmentos do complexo-antena, que, excitados, transferem energia para os centros de reação dos fotossistemas 1 e 2 (P 700 e P 680, respectivamente). O tamanho do sistema antena varia consideravelmente em diferentes organismos, por exemplo de 20 a 30 bacterioclorofilas por centro de reação, em algumas bactérias fotossintéticas; geralmente, 200 a 300 clorofilas por centro de reação.
O mecanismo físico pelo qual a energia de excitação é transferida da clorofila que absorve a luz ao centro de reação é a ressonância. Por esse mecanismo, a energia de excitação é transferida de uma molécula para outra através de um processo não radiativo. Uma boa analogia para a ressonância é a transferência de energia entre dois diapasões. Ao se bater em um diapasão e colocá-lo apropriadamente próximo a outro, o segundo recebe parte da energia do primeiro e começa a vibrar.  Assim como a transferência de energia entre dois diapasões depende da distância entre eles e de sua orientação relativa, bem como de suas oscilações ou frequências de vibração.
Em todos os organismos eucariontes que contém as clorofilas a e b, as proteínas de antena mais abundantes são membros de uma grande família de proteínas estruturalmente associadas, algumas delas são associadas primariamente ao fotossistema 2 (P 680) e são chamadas de proteínas do complexo de captação de luz (LHCll).
A luz absorvida pelos carotenóides ou clorofila b nos LHC é rapidamente transferida para a clorofila a e então, a outros pigmentos antena intimamente associados ao centro de reação.
A transferência de energia nos complexos antena é muito eficiente. Por volta de 95 a 99 % dos fótons absorvidos pelos pigmentos têm sua energia transferida para os centros de reação, onde ela pode ser utilizada para a fotoquímica. Existe uma grande diferença entre a transferência de energia entre os pigmentos na antena e a transferência de elétrons que ocorre no centro de reação, enquanto a transferência de energia é um fenômeno puramente físico, a de elétrons envolve alterações químicas nas moléculas.
Quando os pigmentos recebem luz, a energia contida nos fótons impulsionam os elétrons para orbitais com níveis de energia mais elevados. A absorção de fótons de luz vermelha remete os elétrons do estado basal (S0) para o estado excitado S1, chamado primeiro singleto. Já os fótons de luz azul, dotados de maior energia, impulsionam os elétrons para um orbital eletrônico de nível mais elevado denominado segundo singleto (S2). Os estados excitados de clorofila têm um tempo de existência ultra breve, assim os elétrons retornam rapidamente para seu estado basal dissipando a energia. A transição  de S2 para S1 é extremamente rápida, sendo a energia dissipada na forma de calor. Já a dissipação de energia entre os orbitais eletrônicos S1 para S0 tem duração suficiente para permitir outros tipos de conversão de energia, como a fluorescência, a transferência de energia de excitação para outras moléculas de carotenoides e clorofila e o desencadeamento de reações de oxirredução.
Portanto, uma das formas de monitoramento da inibição ou redução na transferência de elétrons entre os fotossistemas da planta sob estresse, que pode ser observada ainda em folhas intactas, é a fluorescência da clorofila, em que a redução na dissipação da energia pelo processo fotoquímico é refletida por incremento correspondente na fluorescência.